# De man zonder eigenschappen
De man zonder eigenschappen (Duitse originele titel: Der Mann ohne Eigenschaften) is een roman in drie boeken van de Oostenrijkse auteur Robert Musil. Tegen de achtergrond van het Wenen van 1913 en 1914 beschrijft hij de ideeën en mensvisie van zijn alter ego Ulrich, een 32-jarige wiskundige. Het eerste boek verscheen in 1930 bij Rowohlt Verlag in Berlijn. Het tweede boek verscheen in 1933. Delen van het onvoltooid gebleven derde boek werden in 1943 gepubliceerd door zijn weduwe, een jaar na de dood van de auteur. Het werk raakte wereldwijd bekend na een hernieuwde uitgave in 1952, waaraan nog nieuwe onafgewerkte hoofdstukken toegevoegd werden. De Nederlandse vertaling uit 1991 bestaat in feite uit vier boeken en telt in totaal 1785 bladzijden.

## Levenswerk
De man zonder eigenschappen is Musils levenswerk. Al vanaf het begin van de twintigste eeuw speelde hij met plannen voor deze grootse roman. De eerste opzetjes dateren van 1918. Van 1922 tot aan zijn dood in 1942 zou hij er vervolgens onafgebroken aan werken. Bij zijn overlijden bleek het derde en laatste deel van de roman onvoltooid: hij liet 600 pagina's sterk tegenstrijdige fragmenten achter, welke na publicatie aanleiding gaven tot veel gespeculeer hoe de roman zou zijn geëindigd als Musil was blijven leven. Sommige critici menen echter dat Musil zijn roman nooit had kunnen beëindigen: zijn project zou zijn vastgelopen. Algemeen worden de eerste twee boeken dan ook beschouwd als de kern van het werk, hoewel lezing van de fragmenten uit deel drie wel kan leiden tot een beter begrip van een aantal elementen uit de eerste twee delen.

## Eerste boek

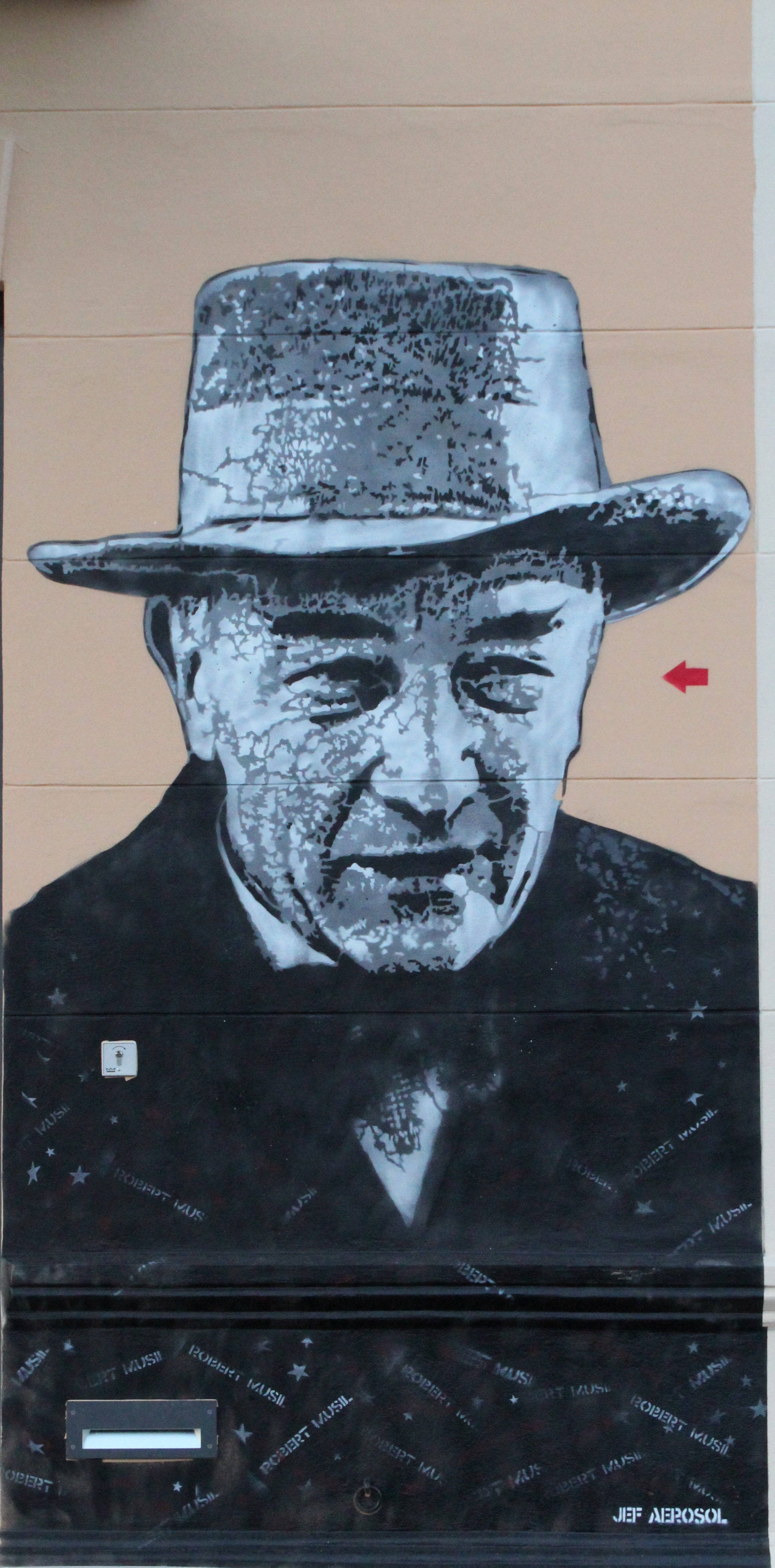
Jef Aérosol (Jean-François Perroy): Portret van Robert Musil op het Robert Musil Museum in Klagenfurt, foto 2011.

Het verhaal speelt zich af in 1913 tijdens de nadagen van de Oostenrijk-Hongaarse monarchie. Musil heeft het meestal ironisch over Kakanië, dat staat voor keizerlijk-koninklijk of "k-k". Een groep vertegenwoordigers van de Weense aristocratie besluit een groot feest voor te bereiden ter gelegenheid van het zeventigjarige keizerschap in 1918 van keizer Frans Jozef. Zij willen Oostenrijks politieke, culturele en filosofische overmacht tonen aan de wereld. De hoofdpersoon Ulrich wordt gevraagd om zitting te nemen in het organisatiecomité. Met enige tegenzin accepteert hij deze baan.
Tegen de achtergrond van het werk van Ulrich in het organisatiecomité schetst Musil in de vorm van een parodie zijn ideeën over wat hij noemt 'dilettantisme' door het opvoeren van figuren als de staalmagnaat Paul Arnheim (gemodelleerd naar Walther Rathenau) en zijn jeugdvriend Walter. Beide personen weten over allerhande zaken mee te praten en zijn op tal van terreinen getalenteerd. Beide zijn ook gevierde personen in het dagelijks leven, maar Ulrich verzet zich tegen hen omdat hij meent dat de eigenschappen die zij laten schitteren als facetten van hun veelzijdige persoonlijkheid tot gevolg hebben dat deze persoonlijkheid wordt uitgehold. Eigenschappen werken vervreemdend, is zijn overtuiging.
In de roman geeft Musil bijvoorbeeld, analoog hieraan, een ironisch beeld van de functie van bibliothecaris. In hoofdstuk 100 schrijft hij: „Het is het geheim van alle goede bibliothecarissen, dat zij van de hun toevertrouwde boeken nooit meer dan de titel en de inhoudsopgave lezen.“ Wie zich met de inhoud inlaat is als bibliothecaris verloren, ervaart een van zijn romanpersonages, generaal Stumm von Bordwehr, van de doctor en privédocent voor het bibliotheekwezen, die hem begeleidt.
Ulrich ontwikkelt een theorie waarin hij stelt dat een mens negen soorten eigenschappen kan bezitten: geslacht, beroep, nationaliteit en nog meer. In zijn woorden 'lossen deze eigenschappen de mens op en is hij eigenlijk niets anders dan een klein, door vele waterstroompjes uitgesleten bekken, waarin de eigenschappen binnensijpelen en waar ze weer naar buiten stromen om samen met de andere stroompjes weer een ander bekken te vullen'. Waar vaak gedacht wordt dat eigenschappen kenmerken zijn die onze persoonlijkheid vormen, ziet Ulrich ze als krachten die ons vervreemden van onszelf.
Ulrich probeert zijn ziel te redden door te experimenteren met diverse levenshoudingen. Het dilettantisme, waarbij hij allerlei rollen uitprobeert zonder zichzelf ermee te vereenzelvigen, verwerpt hij omdat het geen bevrediging biedt. Uiteindelijk geeft hij zich over aan het zogenaamde 'essayisme': hij trekt zich terug uit het maatschappelijke leven en kiest voor een houding van pure beschouwelijkheid, door hem 'de kunst van het zwevende leven' genoemd. Essayisme houdt voor hem in dat door de doordringing van het bestaande een toekomst voor het mogelijke wordt ontworpen. Ulrich noemt dat 'mogelijkheidszin': het vermogen om te denken dat de werkelijkheid er net zo goed anders had kunnen uitzien.
Het standpunt dat Musil uiteindelijk in zijn roman uitwerkt is dat het maatschappelijk handelen het 'ik' uitholt en uiteindelijk wegvaagt. Het leidt tot allerlei eigenschappen die de mens doen wegdrijven van wie hij werkelijk is. Een mens doet er daarom het beste aan afstand te nemen van het maatschappelijk handelen en te leven als een 'man zonder eigenschappen'. Deze conclusie vormt een opmaat voor boek twee.

## Tweede boek
In boek twee werkt Musil de relatie uit tussen Ulrich en zijn vijf jaar jongere zus Agathe, die hij voorheen slechts een paar keer in zijn leven heeft gezien omdat ze elders is opgevoed. Zelf was Musil enig kind, maar zijn ouders hadden vijf jaar voor zijn geboorte een dochtertje verloren. Door het opvoeren van Agathe naast zijn alter-ego Ulrich wekt Musil een soort van androgyn verlangen naar eenwording op, dat uiteindelijk uitmondt in een mystiek experiment. Ulrich leest haar voor uit werken van Middeleeuwse mystici en voert met haar een aantal 'heilige gesprekken', waarin ze proberen contact te leggen met hun ziel. Getweeën komen ze dicht in de buurt van een extatische ervaring, maar uiteindelijk mislukt hun mystieke experiment omdat Ulrich te hoge eisen stelt aan zijn mystieke ideaal en zich verliest in getheoretiseer. Met name met zijn opvattingen over goed en kwaad gaat hij de fout in als hij Agathe verwijten maakt over testamentaire kwesties en de verhouding tot haar man. Het leidt tot een intellectuele worsteling waarin de onmogelijkheid van het voltooien van het derde boek zich reeds aftekent.

## Waardering
De Man zonder Eigenschappen wordt algemeen gerekend tot de grote modernistische romans van de twintigste eeuw, naast À la recherche du temps perdu van Marcel Proust en Ulysses van James Joyce. Het boek werd in 1999 verkozen als beste Duitstalige roman van de Twintigste Eeuw. Verder werd het boek verkozen in Le Mondes verkiezing van de 100 beste boeken van de eeuw en in 2002 werd het opgenomen in de lijst van belangrijkste boeken uit de wereldliteratuur, samengesteld door de Zweedse Academie.